# Leptonetela strinatii
Leptonetela strinatii är en spindelart som först beskrevs av Brignoli 1976.  Leptonetela strinatii ingår i släktet Leptonetela och familjen Leptonetidae.
Artens utbredningsområde är Grekland. Inga underarter finns listade i Catalogue of Life.